# Tomaspis crocea
Tomaspis crocea är en insektsart som först beskrevs av Walker 1851.  Tomaspis crocea ingår i släktet Tomaspis och familjen spottstritar. Inga underarter finns listade i Catalogue of Life.